# Церковь Святых Кирилла и Мефодия (Струмица)
Церковь Святых Кирилла и Мефодия (макед. Црква „Св. Кирил и Методиј“) — православная церковь в городе Струмица, Северная Македония.

## История
Строительство первой церкви Святых Кирилла и Мефодия началось в 1750 году при епископе Паисии и было завершено в 1760 году. Престол в алтаре сегодняшней церкви находится в подклете и посвящен Пятнадцати Тивериопольским священникам-мученикам. Иконостас храма сделан из дуба, здесь находятся часть мощей святителей Василия Великого и Феофана Начертанного. Здесь же находится могила экзарха митрополита Герасима — инициатора строительства впоследствии нового храма Святых Кирилла и Мефодия.
В начале XX века в городе Струмица было две церкви: церковь Святых Константина и Елены и церковь Святого Дмитрия (до настоящего времени не сохранились), принадлежавших Константинопольскому патриархату, Струмицкой греческой митрополии. Болгарскому экзархату долгое время не разрешалось строить в городе собственный храм. Только около 1905 года муниципалитету Струмицы удалось получить разрешение султана на строительство собственной церкви.

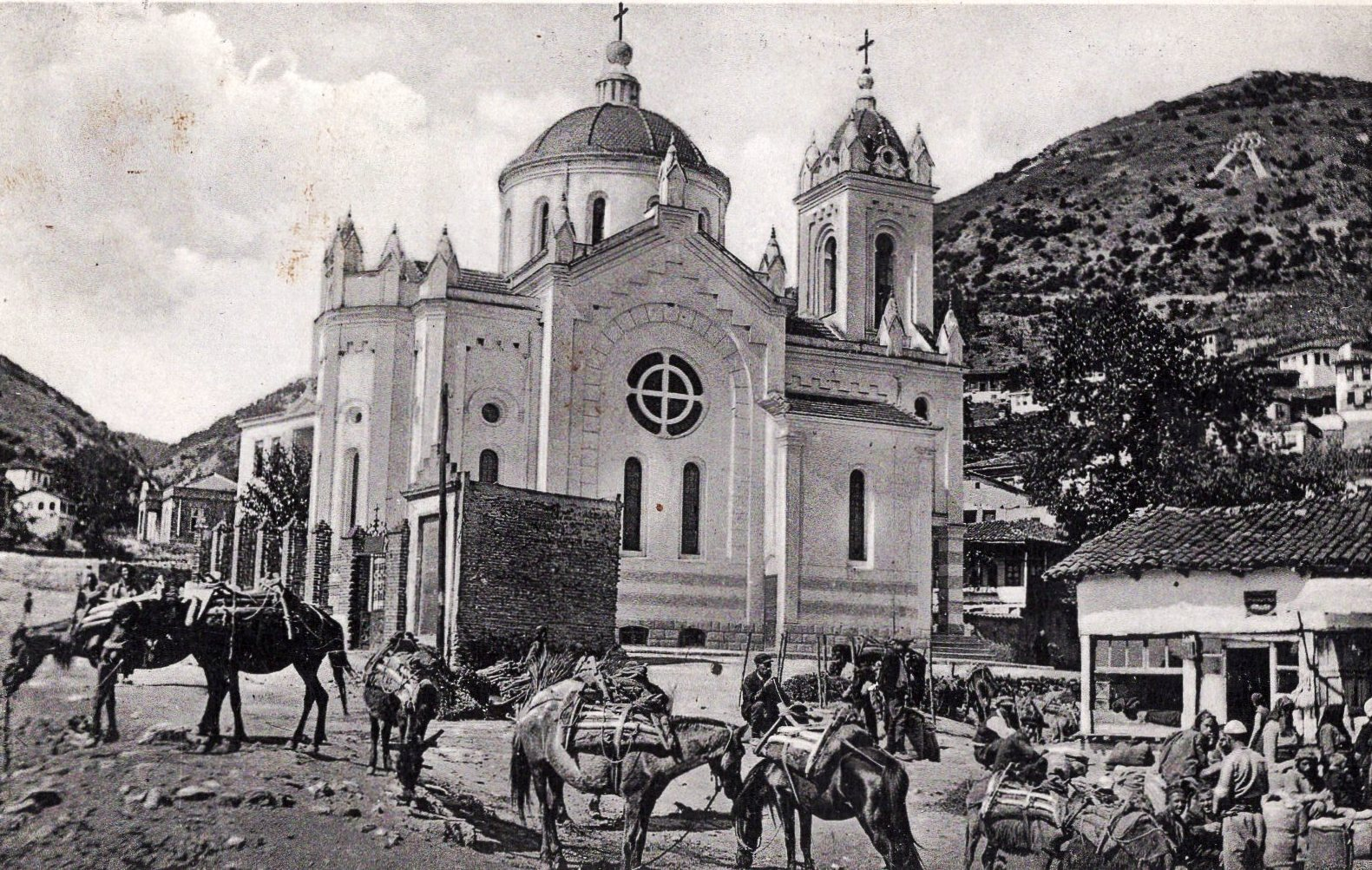
Храм в 1932 году

Строительство храма началось во времена болгарского экзархата митрополитаом Герасимом, церковь также была посвящена Святым Кириллу и Мефодию. Средства на строительство храма пожертвовали русские миссионеры из монастыря «Святого Пантелеимона» на Афоне. Строительство церкви началось в 1905 году и было завершено в 1911 году. Иконостас храма выполнен из липы мастером Дебарской школы Нестором Мирчевским в 1935 году. Внутренняя роспись церкви выполнена художниками Григорием Пецановым из Струмицы, Гавриилом Атанасовым из Берово и другими художниками.
В этом храме, по словам отца Георгия Митрева, находятся иконы из церкви Святых Константина и Елены, которая до настоящего времени не сохранилась.